# Княжеска държава
Княжеската държава, наричана още туземна държава или индийска държава, представлява номинално суверенна политическа единица в Британския Радж, която не е пряко управлявана от британците. Вместо това, начело на нея стоял местен княз, намиращ се във форма на непряко управление, ползващ помощническия съюз и сюзеренността на Британската корона.
Когато Индия получава независимост през 1947 г., официално съществуват 565 княжества в Индия, но по-голямата част от тях е имала договор с Вицекраля на Индия, за да им бъдат доставени комунални услуги и данъчно събиране. Само 21 големи държави имат истински държавни правителства, а от тях общо четири са големи (Хайдерабад, Мисор, Барода и Джаму и Кашмир). Те се присъединяват към една от двете новопоявили се индийски и пакистански нации, в периода от 1947 до 1949 г. Присъединителният процес се организира като цяло по мирен път, освен в Джаму и Кашмир (чийто крал решава да се влее в индийското политическо пространство, но това е само след навлизане от племенна милиция с пакистански корени) и Хайдерабад. Всичките князе били в последна сметка пенсионирани. Около 200 от княжествата се разполагали на по-малко от 25 квадратни километра.